# Abony
Abony – miasto na Węgrzech, w Komitacie Pest, w powiecie Cegléd.

## Ludzie urodzeni w Abony
- János Varga (ur. 1939) – zapaśnik, mistrz olimpijski
- Gyula Hay (1900–1975) – dramaturg i poeta
- Artur Balogh (1866–1951), prawnik, profesor uniwersytetu, polityk, członek Węgierskiej Akademii Nauk

## Miasta partnerskie
- Reci
- gmina Skrzyszów